# آرتور پایک
آرتور پایک (انگلیسی: Arthur Pike; ۲۵ دسامبر ۱۸۶۲ – ۱۵ نوامبر ۱۹۰۷) بازیکن کریکت اهل بریتانیا بود.